# Escut d'Ivars de Noguera
L'escut oficial d'Ivars de Noguera té el següent blasonament:
Escut caironat: de gules, 2 fletxes d'argent passades en sautor. Per timbre, una corona mural de poble.

## Història
Va ser aprovat el 8 d'octubre de 1997.
Les dues fletxes són l'atribut de sant Sebastià, patró del poble.